# 1763
Évszázadok: 17. század – 18. század – 19. század
Évtizedek: 1710-es évek – 1720-as évek – 1730-as évek – 1740-es évek – 1750-es évek – 1760-as évek – 1770-es évek – 1780-as évek – 1790-es évek – 1800-as évek – 1810-es évek
Évek: 1758 – 1759 – 1760 – 1761 –  1762 – 1763 – 1764 – 1765 – 1766 – 1767 – 1768

## Események

### Határozott dátumú események
- január 27. –  A Portugál Királyság kormányzati székhelyét Rio de Janeiróba helyezi át.[1][2]
- február 10. – A párizsi békével véget ér a angol-francia gyarmati háború, Franciaország elveszti észak-amerikai gyarmatait.[3]
- február 15. – A hubertusburgi béke lezárja a Habsburg Birodalom és Poroszország közötti háborút.[4]
- május 7. – Elkezdődik a Pontiac-féle felkelés.[5]
- június 28. – A Richter-skála szerint 6,3-as erősségű földrengés pusztít Komáromban.[6]
- október 7. – III. György brit király proklamációja megtiltja az amerikai gyarmatosítóknak az Appalache-hegység vonalától nyugatra való letelepedést vagy földvásárlást.[7]
- október 14. – Eszterházy Károly benyújtja Mária Terézia magyar királynőnek az egri egyetem állami elismerésére vonatkozó kérelmét.[8]

## Születések
- január 24. – Édes Gergely református lelkész, költő († 1847)
- január 26. – Jean Baptiste Bernadotte francia marsall, XIV. Károly János néven svéd,  III. Károly János néven norvég király († 1844)
- február 14. – Jean Victor Moreau francia tábornok († 1813)
- március 21. – Jean Paul Richter német író († 1825)
- május 9. – Batsányi János költő († 1845)
- június 15. – Berzeviczy Gergely közgazdasági író († 1822)
- június 21. – Pierre-Paul Royer-Collard francia jogász, filozófus és politikus († 1845)
- június 23. – Joséphine de Beauharnais, I. (Bonaparte) Napólon első felesége († 1814)
- szeptember 11. – Gyulay Ignác magyar gróf, császári-királyi tábornagy, a napóleoni háborúk hadvezére, 1806–1831-ig horvát-szlavón bán, 1830–31-ig a bécsi Udvari Haditanács elnöke († 1831)
- december 23. – Georg Josef Beer osztrák szemészorvos († 1821)
- december 25. – Claude Chappe francia feltaláló († 1805)

## Halálozások
- szeptember 26. – John Byrom angol költő (* 1692)
- október 5. – III. Ágost lengyel király[9]
- december 21. – Hariton Prokofjevics Laptyev orosz tengerésztiszt, felfedező (* 1700)

Bizonytalan dátum
- Francisco Romero, spanyol matador, a muleta nevű piros kendő bevezetője (* 1700)